# Кризис ликвидности
Кризис ликвидности — неспособность быстрой продажи активов (предприятия, фирмы, банка) по цене, близкой к рыночной, а также неспособность бесперебойно оплачивать в срок свои обязательства и предъявляемые к ним законные денежные требования. Тем не менее между кризисом ликвидности и банкротством существуют различия, так как в случае принятия акционерами решения о несении дополнительных затрат по привлечению средств кризис ликвидности может быть преодолён, что обычно усиливает рыночные позиции банка.
В разное время кризис ликвидности испытывали многие крупнейшие банки по всему миру, включая Fannie Mae,  Freddie Mac и Lehman Brothers, причём, последний всё же стал банкротом.